# Arminas Lydeka

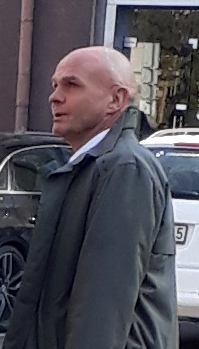
Arminas Lydeka

Arminas Lydeka (* 21. Februar 1968 in Alytus) ist ein litauischer  Politiker, Mitglied des Seimas.

## Biografie
Nach dem Abitur mit Auszeichnung (Goldmedaille) 1986 an der 2. Mittelschule in Molėtai absolvierte er 1993 mit Auszeichnung das Diplomstudium als Politologe (internationale Beziehungen) an der Fakultät für Sozialwissenschaften und 1994 das Masterstudium der Lomonossow-Universität in Moskau. Von 1992 bis 1994 arbeitete er in der litauischen Botschaft in Russland als Konsul. 1994 bildete er sich weiter an der Universität Aarhus (Dänemark), 1995 London University und 1997 an der Universität Amsterdam.
Von 1994 bis 1995 war er Direktor für internationale Verbindungen bei Lietuvos pramonininkų konfederacija, danach stellvertretender Direktor bei UAB „Alternatas“. Von 1994 bis 2003 lehrte er bei Vilniaus universiteto Tarptautinio verslo mokykla, am Institut für Politikwissenschaften, an der Fakultät für Kommunikation der Vilniaus universitetas.
Von 2000 bis 2012 war er Mitglied im Seimas, 2004 Mitglied im Europaparlament (delegiert von Seimas). Von 2006 bis 2012 leitete er den Ausschuss für Menschenrechte. Seit Juni 2014 ist er wieder Seimas-Mitglied, da sein Parteikollege Petras Auštrevičius Mitglied im Europaparlament wurde.
Ab 1998 war er Mitglied der Lietuvos liberalų sąjunga, von 2003 bis 2010 der Liberalų ir centro sąjunga, seit 2010 der Lietuvos Respublikos liberalų sąjūdis.
Mit Frau Brigita Olga hat er die Tochter Armintė (* 1998).